# Halogen
Halogenii sunt elementele din grupa 17 (VII A) a sistemului periodic de elemente. Denumirea de halogen provine de la cele două cuvinte din limba greacă „άλς„ (sare) și „γενναώ” (a produce), însemnând deci „producător de sare”. Acestei grupe îi aparțin următoarele elemente: fluor (F), clor (Cl), brom (Br), iod (I), astatin (At) și tennessin (Ts). Simbolul X este adesea folosit pentru simbolizarea halogenilor.

## Proprietăți
Halogenii sunt cele mai electronegative elemente chimice. Se remarcă fluorul, care, fiind atât de electronegativ, nu are oxid ci formează o fluorură cu oxigenul (acest compus se numește difluorură de oxigen și are formula OF2). Astatinul nu este încă clasificat ca halogen, deși, ca localizare în sistemul periodic, ar trebui să fie. Însă, fiind cel mai rar element de pe Pământ, nu i-au fost aflate toate caracteristicile.